# Kaliwerke Gewerkschaften Orlas und Nebra
Die Schächte und Grubenbaue der Kaliwerke Gewerkschaften Orlas und Nebra gehören zum Lagerstättenbereich des Roßlebener Sattels. Das Generalstreichen verläuft in Richtung NNW nach SSO; das Schichteinfallen variiert zwischen 5 und 12 Grad nach Osten. Die Salzlagerstätte zeigt starke Störungserscheinungen durch Faltungen und Verschiebungen. Abgebaut wurden hier Hartsalz, Carnallitit sowie in geringem Umfang auch Kainit und Sylvin. Schacht Orlas liegt ca. 2 km westlich der Ortslage Wippach auf dem Gelände einer ehemaligen Ziegelei; Schacht Nebra befindet sich ca. 1,1 km nördlich des Orlas-Schachtes in einem Waldgebiet. Die Grubenbaue der „Gewerkschaften Orlas und Nebra“ erstrecken sich über eine Länge von rd. 2,5 km in streichender Richtung und einer Breite von ca. 700 m.
Beide Schachtanlagen sind über die 467-m-Sohle miteinander verbunden. Als obere Abbaugrenze war das Niveau −180 m NN festgelegt. Das Fördergut wurde über Tage gemahlen und mittels einer Drahtseilbahn zur Verladeanlage in Kleinwangen gebracht. Von dort gingen die Salze über Schiene und Achse zur Weiterverarbeitung in die Fabrikanlage der Schachtanlage Roßleben. Als Versatzgut wurde Steinsalz von der Abteufhalde verwendet. Die Förderung wurde 1921 eingestellt. Bis dahin wurden ca. 53.000 Tonnen K2O abgesetzt.
Sämtliche Übertageanlagen wurden 1934 abgebrochen. Auf dem Gelände beim Nebra-Schacht liegt nur noch ein kleiner Rest der Abteufhalde.

## Geologische und hydrogeologische Verhältnisse

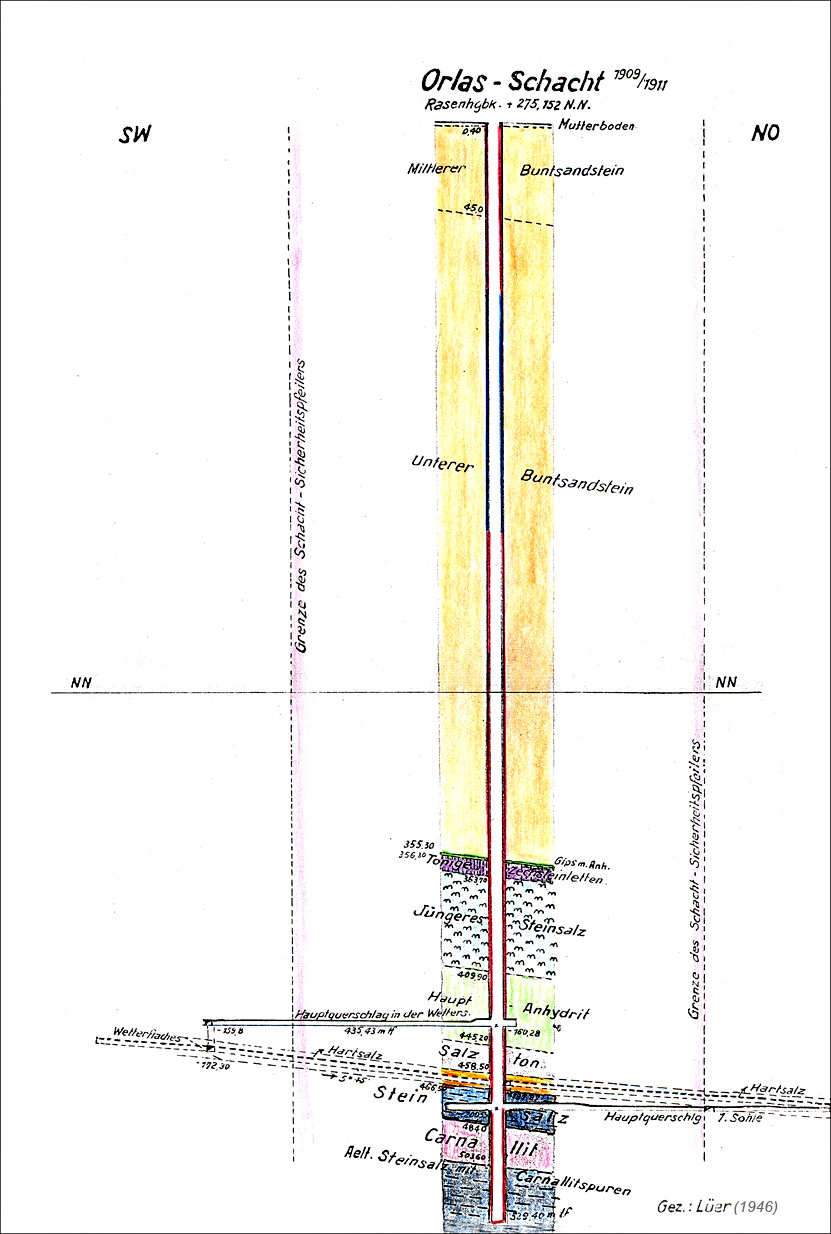
Querschnitt durch den Schacht Orlas und das Hauptflache.

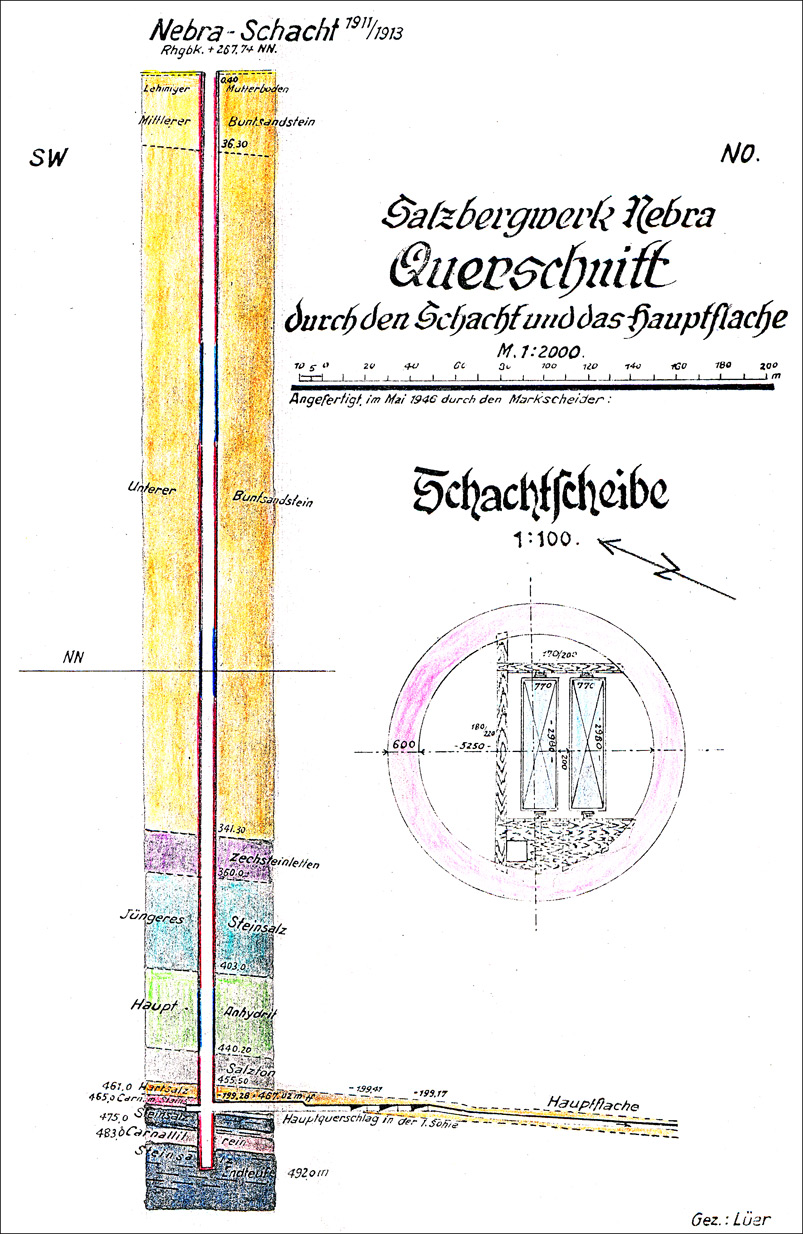
Querschnitt durch den Schacht Nebra und das Hauptflache.

### Die geologischen Verhältnisse
Die Schächte Orlas und Nebra wurden an der Nordostflanke des Roßlebener Sattels im Mittleren Buntsandstein angesetzt. Über die durchteuften Schichten geben die beidseits eingefügten Profile Auskunft. Die Schichtenfolge beider Schächte ist durch das Fehlen des Aller-Steinsalzes (Na 4) charakterisiert. Dieses fiel der vom Salzspiegel ausgehenden Ablaugung zum Opfer. Die horizontale Entfernung zur Ablaugungsgrenze des Kaliflözes Staßfurt wird mit rd. 600 m eingeschätzt. Die kürzeste Entfernung zwischen den Grubenbauen der Schachtanlage Orlas-Nebra zu denen der nächstgelegenen Schachtanlage Georg/Unstrut (vergl. obigen Lageplan) beträgt etwa 1.400 m.
In der Schachtanlage Orlas-Nebra erfolgte eine Gewinnung von Hartsalz und Carnallitit des Kaliflözes Staßfurt. Vom Schacht Nebra wurde das Kalilager in einer Teufe von 455,50 m und vom Schacht Orlas bei 458,50 m angetroffen. Das Einfallen der Lagerstätte beträgt rund 6 Grad bei einem Generalstreichen von 147 Grad. Die Lagerstätte wurde durch streichende Strecken, Flachen und Abbaue sowie durch über- und untertägige Bohrungen erkundet. Der durch Streckenaufschlüsse erfasste Bereich beträgt im Einfallen ca. 700 m und im Streichen ca. 2.500 m. Zwei relativ umfangreiche Hartsalzfelder, die mit großer Sicherheit zusammenhängen, wurden in der Nähe beider Schächte nachgewiesen. Die Hartsalzvorkommen sind unregelmäßig begrenzt, jedoch in Richtung des Streichens der Lagerstätte gestreckt. Eine Fortsetzung in südlicher wie auch in nördlicher Richtung ist wahrscheinlich. Intensive Faltungen an der Hartsalz-Carnallititgrenze (wie in den Schächten angetroffen) täuschen ein Doppellager vor. Die Intensität der Verfaltungen ist gegenüber der auf der Grube Roßleben größer. Sie scheint jedoch auf die Salzverteilungsgrenze beschränkt zu sein. Der Carnallitit ist rötlich bis silbergrau und fast überall kieseritisch. Hartsalz liegt in verschiedenen Varietäten mit häufig sehr hohen Sylvingehalten vor. Es tritt kieseritisch, anhydritisch und langbeinitisch auf. Kainit soll im Hauptflachen des Schachtes Nebra angereichert sein. Bemerkenswert sind die häufig geringen Hartsalzmächtigkeiten, die vermutlich ähnlich wie im Bereich der Grube Roßleben als Folge zechsteinzeitlicher Ablaugungen am Kopf des Kalilagers aufzufassen sind und hier besonders wirksam waren.

### Die hydrogeologischen Verhältnisse
Die quartären und tertiären Ablagerungen sind auf Grund des relativ hohen Anteils an Sand, Kies und Geschiebemergel sehr stark wasserführend. Der Grundwasserspiegel liegt in der Unstrut-Aue in 1–2 m Tiefe; sein generelles Niveau beträgt etwa 10 m unter Gelände. Der petrographischen Ausbildung sowie der tektonischen Lage des Oberen Buntsandsteins im Bereich der Grubenfelder nach ist dieser kaum wasserführend. Hingegen ist der Mittlere Buntsandstein ein sehr guter Wasserleiter (Trinkwasserbrunnen-Horizont). Nach den bisherigen Untersuchungen haben die größte Wasserergiebigkeit die im Mittleren und Unteren Buntsandstein auftretenden mittel- bis grobsandigen Sandsteineinlagerungen.
Auch der Untere Buntsandstein ist in bestimmten Bereichen sehr stark wasserführend, insbesondere in den Rogensteinzonen. Die Zuflussmengen werden stark von der tektonischen Lage beeinflusst. So wurden z. B. bei den der „Bottendorfer Störung“ nächstgelegenen Schachtanlagen Thüringen I / II Zuflüsse während des Abteufens dieser Schächte von bis zu 4 m3/min festgestellt. Im Schacht Nebra erfolgten während des Teufens im Unteren Buntsandstein (zwischen 119,5 und 166,3 m Teufe) Süßwasserzuflüsse mit ca. 0,5 m3/min und zwischen 250,0 m und 279,8 m mit ca. 1,5 m3/min. Als völlig wasserfrei können nur die tonigen untersten 40 m – 50 m des Buntsandsteins angesehen werden.
Die Schächte Orlas und Nebra liegen mit etwa 600 m gleich weit vom Ablaugungsrand des Kaliflözes Staßfurt entfernt. Von beiden Schächten wurde das Aller-Steinsalz nicht durchteuft, da es bereits der Ablaugung anheimfiel. Das Leine-Steinsalz wurde mit einer Mächtigkeit von 43 m bzw. 46 m angetroffen und dürfte von der Ablaugung noch unberührt sein. Der Hauptanhydrit erwies sich namentlich in seinem unteren Teil als sehr geklüftet. In ihm erfolgte bei rd. 425 m Teufe ein Salzlösungseinbruch, begleitet von Gasen, durch den mit einer Schüttung von ca. 0,7 m3/min etwa 60.000 m3 ausgeflossen sein sollen. Schacht Orlas, der die gleiche Lage zum Salzspiegel besitzt wie der Schacht Nebra, ist im Gegensatz zu diesem im Zechstein trocken geteuft worden. Es traten weder im Grauen Salzton noch im Hauptanhydrit Zuflüsse auf, obgleich letzterer auch stark geklüftet gewesen sein soll. Bekannt geworden sind geringe Salzlösungszutritte in Verbindung mit Gasen aus Bereichen des Grauen Salztons. In den von der Hauptsohle nach Westen ansteigend im Lagerhorizont getriebenen Bremsbergen I bis III sollen stellenweise nur schwache Durchfeuchtungen aufgetreten sein.

## Such- und Erkundungsarbeiten
In der Umgebung der ehemaligen Schachtanlage Orlas-Nebra wurden eine Reihe von Tiefbohrungen durchgeführt. Ein Teil dieser Tiefbohrungen wurden nur als sogenannte „Mutungsbohrungen“ niedergebracht.
Diese Bohrungen sind in der folgenden Tabelle nach Lage und Teufe sowie der Möglichkeit einer geologischen Aussage für die Grubenfelder dieser Schachtanlagen zusammengestellt:
| Name der Bohrung:                              | Orlas II        | Orlas III       | Thüringen IV    | Thüringen VII   | Thüringen IX    | Sieg der Wahrheit | Nebra XII       | Groß- wangen    | Nebra II           | Nebra V                  | Groß- wangen I     | Bucha I            | Bucha II           | Bucha IV    | Bucha V            | Kalter Hase | Bergwinkel 1E/61 | Thüringen III | Bad Bibra 1                   | Bad Bibra 2                   | Bad Bibra 4 | Bad Bibra 6 |
| ---------------------------------------------- | --------------- | --------------- | --------------- | --------------- | --------------- | ----------------- | --------------- | --------------- | ------------------ | ------------------------ | ------------------ | ------------------ | ------------------ | ----------- | ------------------ | ----------- | ---------------- | ------------- | ----------------------------- | ----------------------------- | ----------- | ----------- |
| Endteufe (Angaben in Meter)                    | 364,20          | 357,70          | 448,60          | 386,70          | 406,20          | 567,50            | 276,80          | 267,35          | 266,60             | 289,90                   | 412,20             | 309,30             | 319,80             | 478,10      | 345,00             | 558,00      | 744.20           | 505,30        | 1.023,00                      | 695,20                        | 784,10      | 701,00      |
| Erreichter tiefster stratigraphischer Horizont | Leine-Steinsalz | Leine-Steinsalz | Leine-Steinsalz | Leine-Steinsalz | Leine-Steinsalz | Aller-Steinsalz   | Leine-Steinsalz | Leine-Steinsalz | _                  | _                        | _                  | _                  | _                  | _           | _                  | _           | _                | _             | _                             | _                             | _           | _           |
| Ergebnis der Kaliflöz-Suche                    | _               | _               | _               | _               | _               | _                 | _               | _               | Kaliflöz abgelaugt | Carnallitit und Hartsalz | Kaliflöz abgelaugt | Kaliflöz abgelaugt | Kaliflöz abgelaugt | Carnallitit | Kaliflöz abgelaugt | Carnallitit | Hartsalz         | Carnallitit   | Vertaubungs- zone angetroffen | Vertaubungs- zone angetroffen | Hartsalz    | Hartsalz    |

## Der Betrieb des Kaliwerkes

### Die Unternehmensgründung

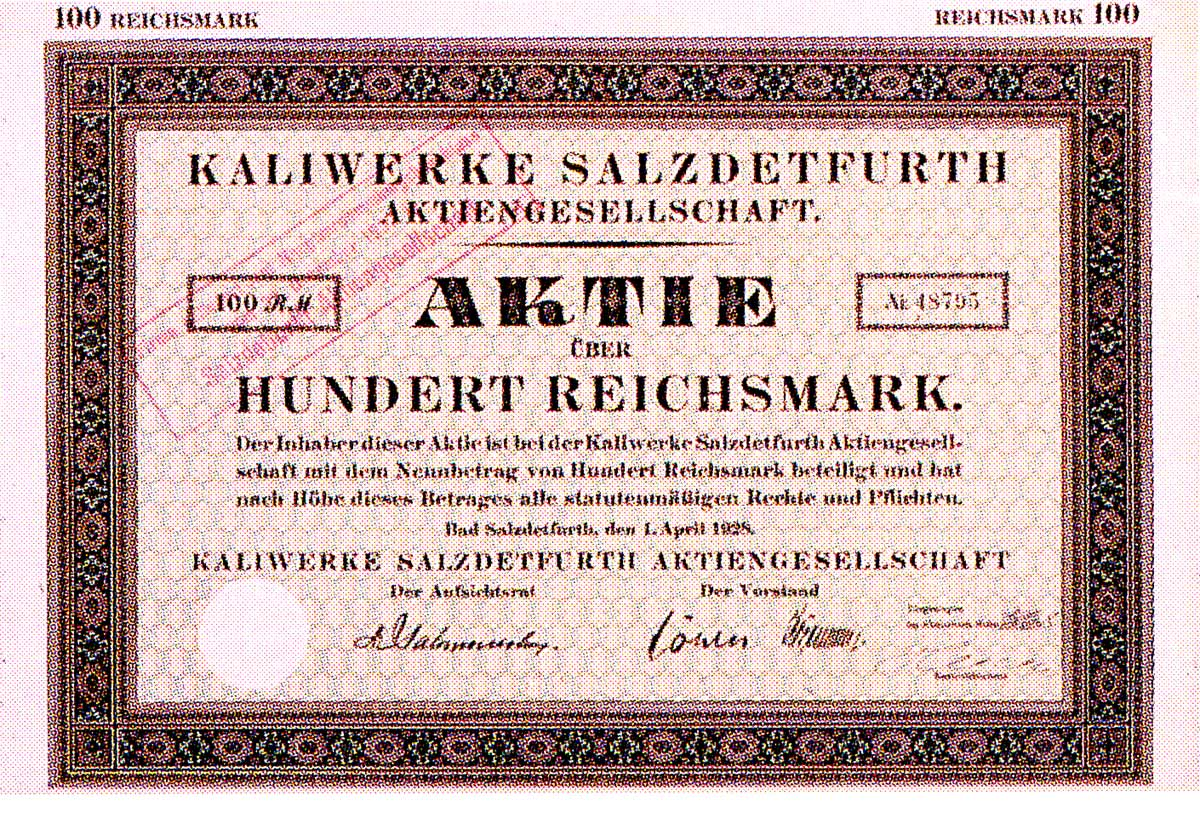
Aktien-Schein der Kaliwerke Salzdetfurth A.G. Von 1917 bis 1945 gehörten diese Kaliwerke dem „Salzdetfurth-Westeregeln-Konzern“ an.

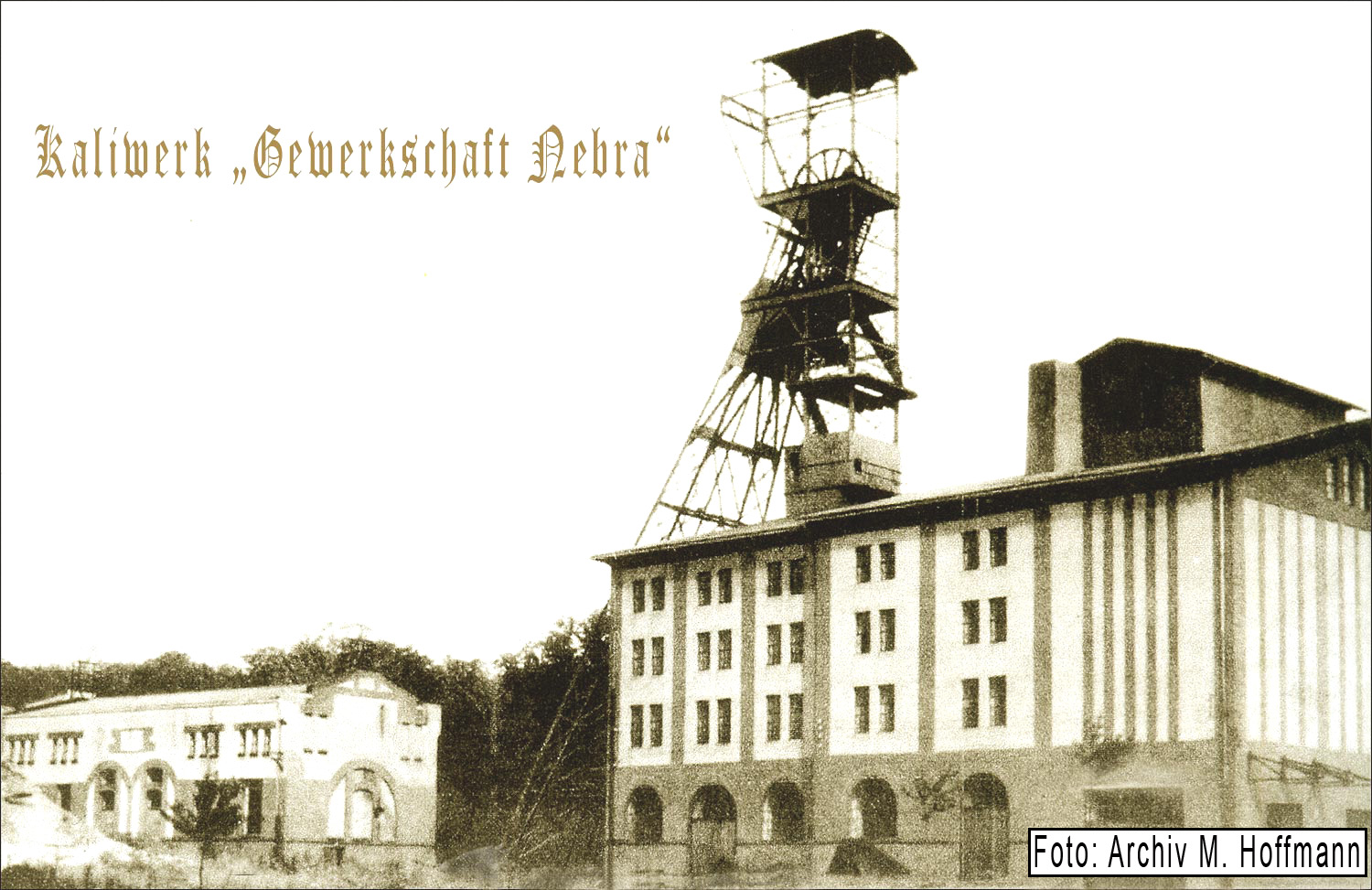
Ansicht des Kaliwerkes „Gewerkschaft Nebra“ um 1920.

Die Gründung der „Gewerkschaft Orlas“ als Gewerkschaft nach preußischem Bergrecht*) erfolgte durch die Vereinigungen der einzelnen Gewerkschaften Orlas, Orlas II, Orlas III, Wennungen, „Der kalte Hase“, Bucha II, Bucha IV, Thüringen IV, V, VI, VII, IX, „Sieg der Wahrheit“ (sämtlich in Frankfurt am Main gegründet) sowie des dem Kaufmann Hermann Mommsen (Frankfurt/Main) gehörenden Salzbergwerkes Bucha. Die Gründungsurkunde datiert auf den 26. August 1909. Die Vielzahl der hier aufgeführten „Gewerkschaften“ mag heute erstaunen, seinerzeit war es „ein überaus einfacher Vorgang. Das liegt zum Teil daran, daß ein Bergbauunternehmen in früheren Zeiten als eine höchst persönliche Unternehmung betrachtet wurde. Zwei Personen brauchen nur den Antrag auf „Verleihung“ einer Gewerkschaft zu stellen, indem sie Mutung auf Grund ihrer Funde beim Bergamt einlegen, und sie erhalten ihre Gewerkschaft ohne weiteres“.
Die neue Gerechtsame hatte ursprünglich eine Gesamtgröße von 3.0645,5927 ha in den Gemarkungen Wippach, Nebra, Altenroda, Birkigt, Orlasheide, Großwangen, Wennungen, Bad Bibra, Bucha, Saubach, Steinbach, Pleißmar, Wallroda, Kalbitz und Memleben. Davon wurden 133,9405 ha zur Bildung des „Salzbergwerkes Nebra“ (durch Gründung der „Gewerkschaft Nebra“) abgezweigt, sodass für Orlas 293,06522 ha verblieben. Dieser Komplex wurde im März 1911 nach Genehmigung durch das Oberbergamt Halle in drei selbständige Bergwerke aufgeteilt: Bergwerk „Victor“ (445.108 m2), „Der kalte Hase“ (9.434.348 m2) und „Konsolidierte Orlas“ mit 19.427.066 m2. Letztere liegen in den Gemarkungen Wippach, Großwangen, Altenroda, Bibra, Orlasheide und Saubach.
Tagesanlagen: Schachtgebäude, Mühlenanlage mit zwei kompletten Mahlsystemen, elektrische Fördermaschine, Starkstromfernleitung, Verwaltungsgebäude, vier Beamtenwohnhäuser, Arbeiterkolonie. Grundstücksgröße: 22 ha 56 ar 50 m2.
Kalisyndikat: Die Verteilungsstelle hat dem Werk im Herbst 1911 eine provisorische Quote zugebilligt. Seit 1. Januar 1913 besaß das Werk eine definitive Quote, die Ende 1935 4,9402 Tausendstel betrug.
Letzte ordentliche Gewerkenversammlung: am 17. Mai 1935.
Hier einige Auszüge aus Statistischen Jahrbüchern (1910–1914):
1910: Vertreter: Bergassessor Mehl in Roßleben. Mit dem Abteufen des Schachtes ist im September 1909 begonnen worden.
1911: Vorstand: Bergrat Ebeling in Hannover. Technischer Direktor: Bergassessor H. Lohmann in Nebra. Kaufmännischer Direktor: Ebeling in Nebra. Betriebsführer: Dipl.-Bergingenieur Herrmann in Wippach. Das Abteufen ist in vollem Gange. Teufe etwa 300 m. Durchschnittliche Arbeiterzahl: 120 Mann.
1912: Vorstand: Bergrat Ebeling in Hannover. Technischer Direktor: Bergassessor H. Lohmann in Nebra. Kaufmännischer Direktor: Ebeling in Nebra. Berginspektor: Dipl.-Bergingenieur Herrmann in Wippach. Betriebsführer: Obersteiger Löttel in Wippach. Die Förderung bzw. Ausrichtung der Lagerstätte hat begonnen. Drahtseilbahn nach der Verladestation bei Klein-Wangen. Durchschnittliche Arbeiterzahl: 120 Mann.
Der Schacht Nebra ist im Abteufen begriffen, durchschnittliche Arbeiterzahl ebenfalls 120 Mann.
1913: Vorstand: Bergrat Ebeling in Hannover, Vorsitzender. Technischer Direktor: Bergassessor Dr. H. Lohmann in Nebra. Kaufmännischer Direktor: Ebeling in Nebra. Berginspektor: Dipl.-Bergingenieur Herrmann in Wippach. Betriebsführer: Obersteiger Löttel in Wippach. Die Förderung bzw. Ausrichtung der Lagerstätte hat begonnen. Drahtseilbahn über Schacht Nebra nach der Verladestation Klein-Wangen, Salzmühle. Durchschnittliche Arbeiterzahl: 160 Mann.
Der Schacht Nebra ist weiterhin im Abteufen begriffen, durchschnittliche Arbeiterzahl 120 Mann.
1914: Vorstand: Bergrat Ebeling in Hannover, Vorsitzender. Technischer Direktor: Bergwerksdirektor Dipl.-Bergingenieur Pfister in Roßleben. Kaufmännischer Direktor: Ebeling in Nebra. Berginspektor: Wiedenbeck. Betriebsführer: Obersteiger Löttel in Wippach. Drahtseilbahn über Schacht Nebra nach der Verladestation Klein-Wangen, Salzmühle. Durchschnittliche Arbeiterzahl: 160 Mann.
Auf Schacht Nebra wird die endgültige Fördereinrichtung bis zum Jahresschluss fertiggestellt sein. Belegschaft: 120 Mann.
*) Das Recht der Gewerkschaft war landesrechtlich geregelt. Nach preußischem Bergrecht reichte es, wenn zwei Personen nur einen Antrag auf „Verleihung“ einer Gewerkschaft stellten, indem sie Mutung auf Grund ihrer Funde beim Bergamt einlegten. So erklärt sich die überaus große Anzahl von „Gewerkschaften“.

### Der Schachtbau

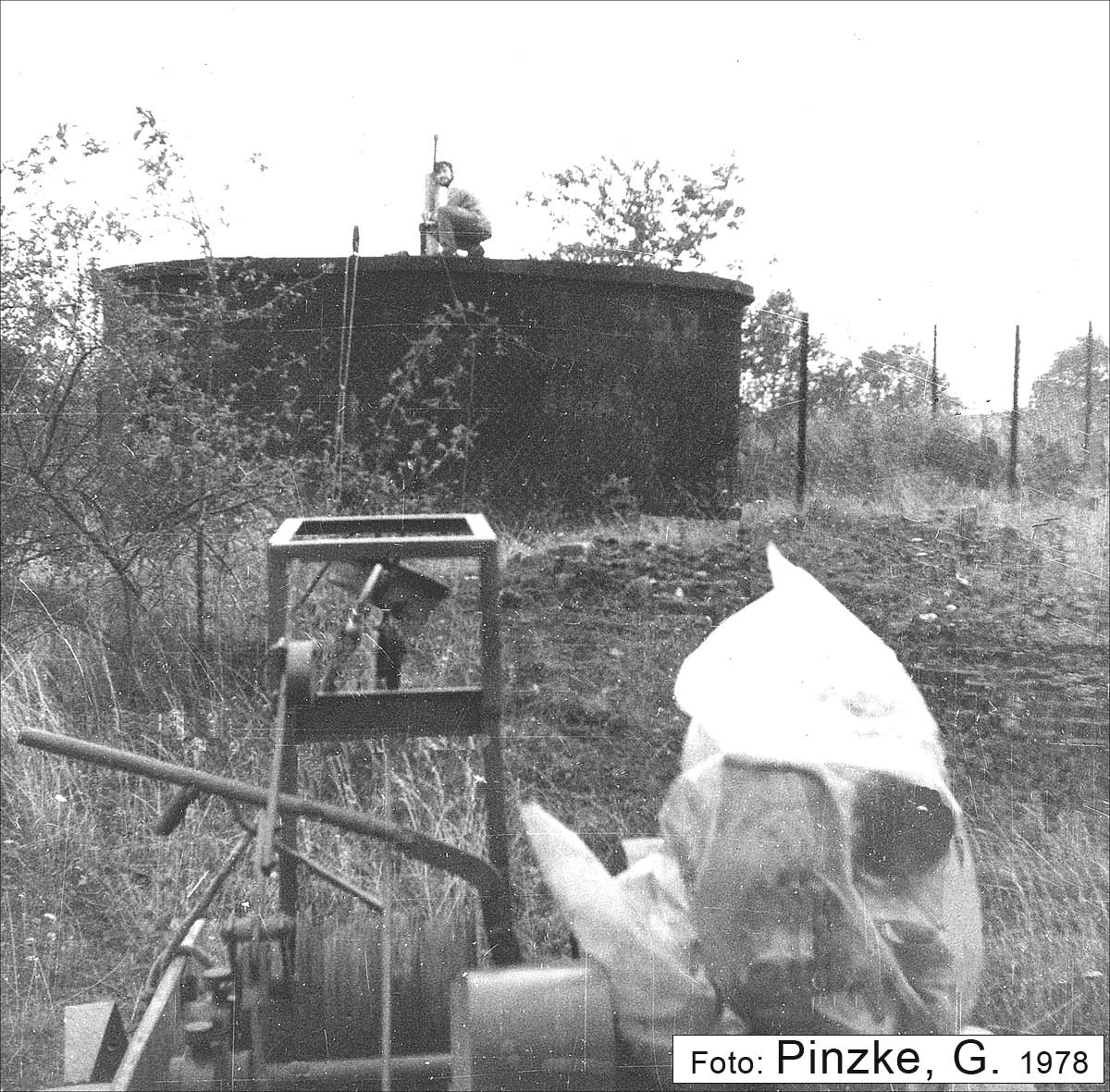
Untersuchungsarbeiten im Schacht Orlas im Jahre 1978

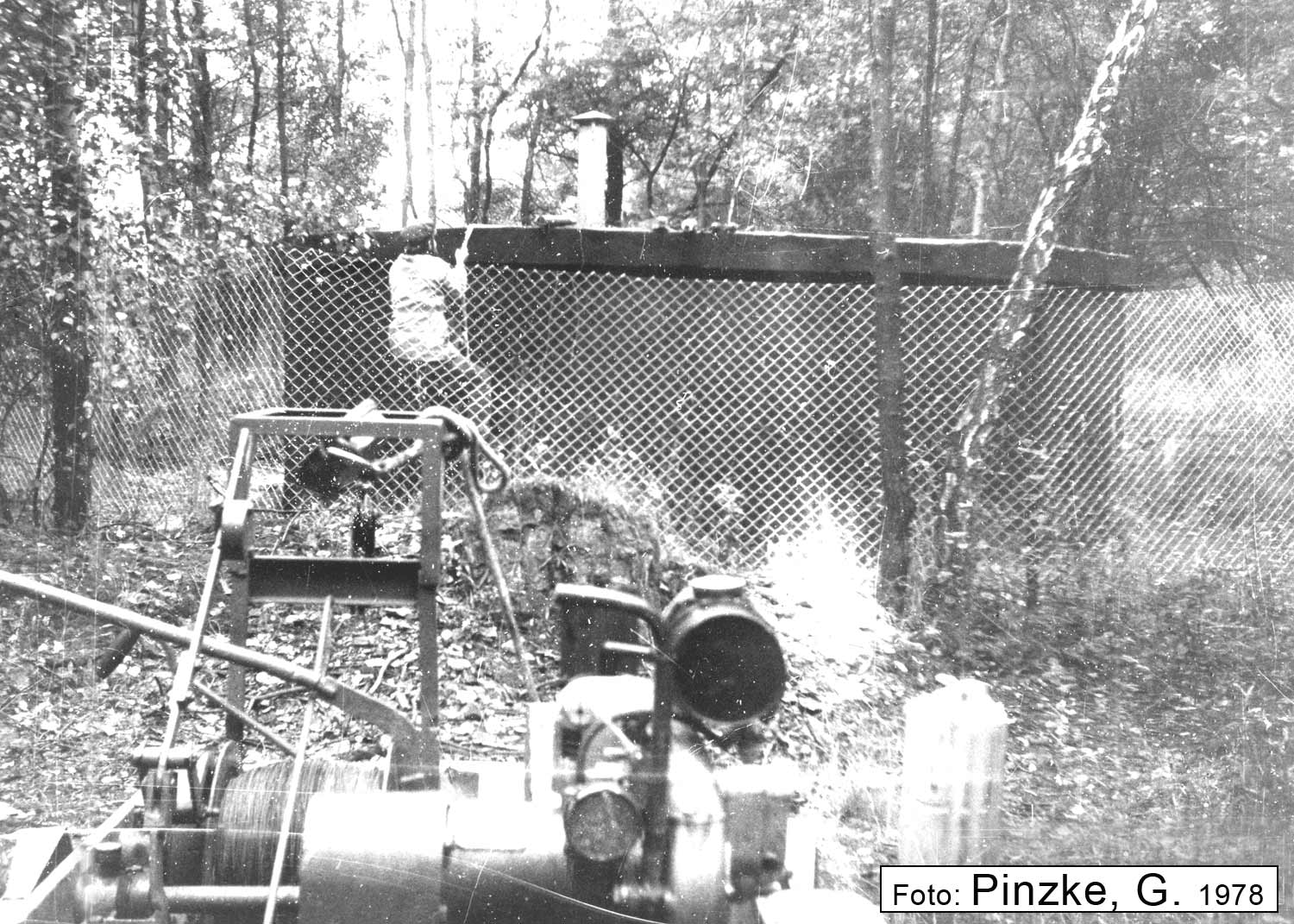
Untersuchungsarbeiten im Schacht Nebra im Jahre 1978

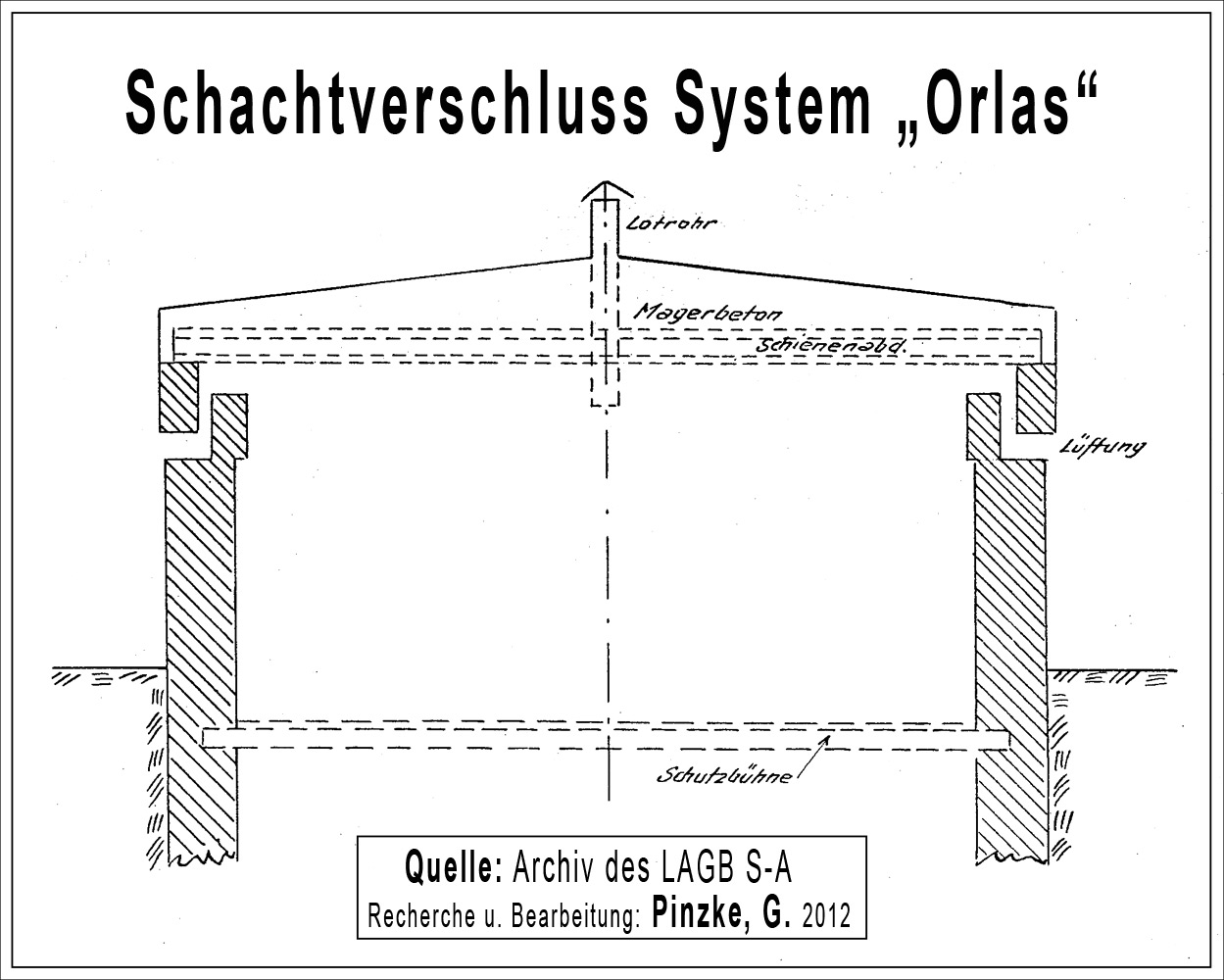
Schnitt-Zeichnung eines sogenannten „Orlas-Verschlusses“ für die Sicherung der Tagesöffnungen von Schachtröhren

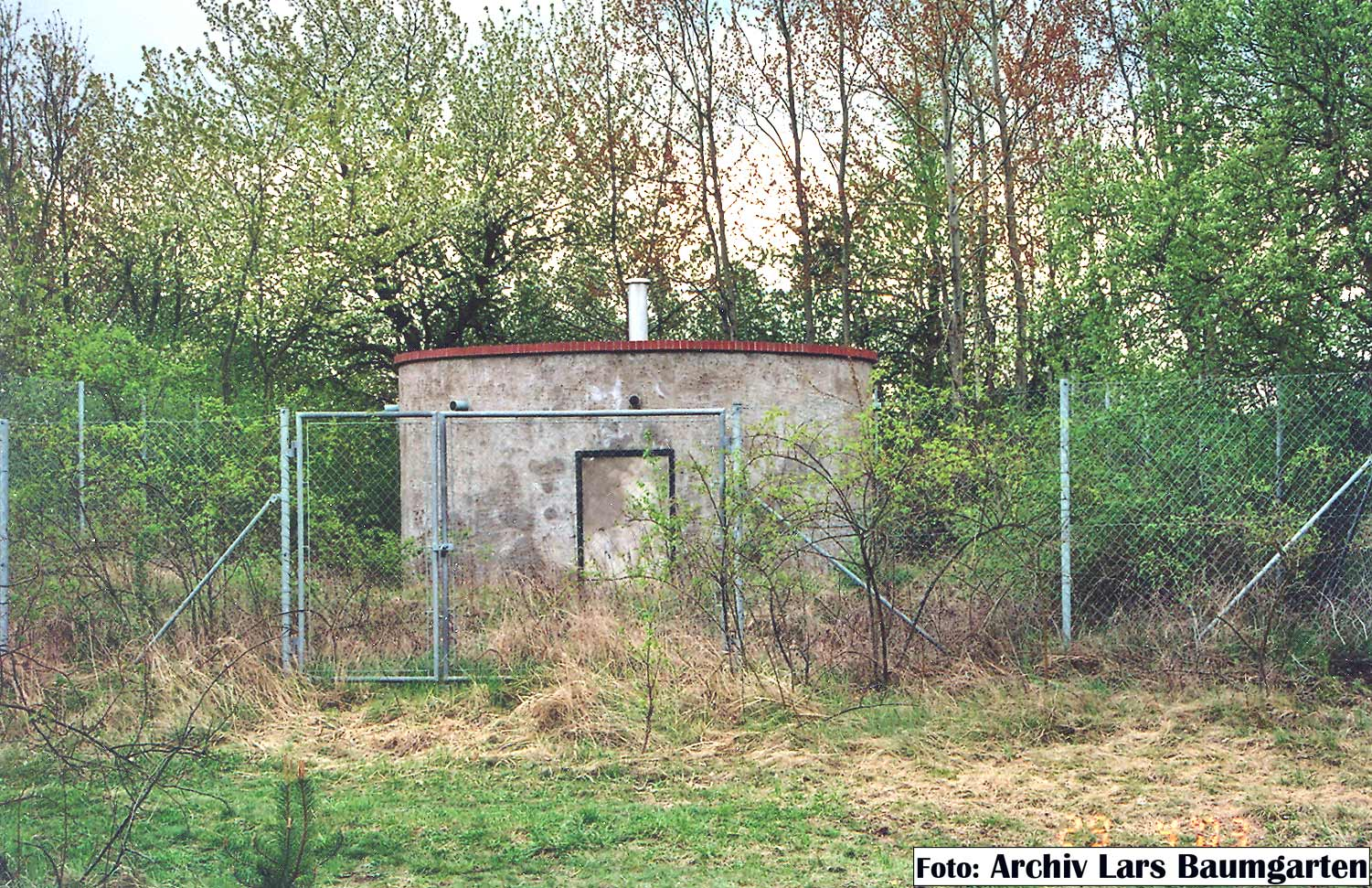
Schachtabdeckelung des Schachtes Orlas

Am 10. Dezember 1909 wurde auf dem Gelände einer ehemaligen Ziegelei mit dem Abteufen des Schacht „Orlas“ begonnen und bereits im Herbst 1911 konnten diese Arbeiten erfolgreich abgeschlossen werden. Die Höhe der Rasenhängebank liegt bei + 275,25 m NN. Der Durchmesser des Schachtes beträgt 5,25 m.
Der Schacht Orlas ist wie folgt ausgebaut:
Von 0 bis 80 m in Mauerung, von 80 bis 195,3 m in gusseisernen Tübbings und von 195,3 bis 529,4 m (Endteufe) in Mauerung.
Während des Teufens erfolgten Wasserzuflüsse in der Zone von 80 m bis 195,3 m bis zu 0,5 m3/min. Diese Zuflüsse konnten durch entsprechende Pumpen kurzgehalten werden. Durch Einbau von Deutschen Tübbings wurden die Zuflüsse letztlich abgeschlossen.
An Sohlen wurden angehauen: Bei 435,35 m Teufe die Wettersohle und bei 475,6 m Teufe die 1. Tiefbausohle. Der Traufwasserzuflüsse nach dem Teufen betrugen ca. 3 l/min.
Der Schacht Nebra ist wie folgt ausgebaut:
0,0 bis 119,5 m in Mauerung, 119,5 bis 166,3 m in gusseisernen Tübbings, 166,3 bis 250,0 m in Mauerung, 250,0 bis 279,8 m gusseisernen Tübbings, 279,8 bis 407,0 m in Mauerung. 407,0 bis 439,0 m in gusseisernen Tübbings und von 439,0 bis 490,0 m (Endteufe) in Mauerung.
Der Nebra-Schacht wurde 1911 begonnen und 1913 fertiggestellt. Der Schachtdurchmesser beträgt 5,25 m. Die Höhe der Rasenhängebank liegt bei + 267,74 m NN. Sohle I bei – 199,28 m NN = 467,02 m Teufe, Schachtsumpf = 22,98 m, Gesamtteufe = 490,00 m.
Während des Teufens betrugen die Wasserzuflüsse aus den Bereichen von 119,5 m bis 166,3 m bzw. 250,0 bis 279,8 m ca. 0,5 m3 /min bzw. 1,5 m3 /min. Beim Durchfahren des Anhydrits (in rund 425 m Teufe) betrugen die Zuflüsse 0,7 m3 /min. Beim Anlassen einer Pumpe auf der Schachtsohle ereignete sich eine schwere Methangasexplosion, der acht Bergleute zum Opfer fielen.
Das Kalilager wurde bei 455,5 m Teufe im Nebraschacht und bei 458,5 m Teufe im Orlasschacht angefahren. Nach einem Steinsalzmittel wurde noch ein Carnallititlager durchteuft. Nach dem Abteufen betrugen die Zuflüsse 3,5 l/min. Die erste Tiefbausohle wurde in 467 m Teufe angesetzt. Sie verbindet beide Schächte. Der Abstand der Schächte beträgt 1,1 km. Schacht „Orlas“ diente als Förderschacht und ausziehender Wetterschacht; Schacht „Nebra“, auch als „Waldschacht“ benannt, als Material- und Seilfahrtsschacht sowie als einziehender Wetterschacht.

### Aus- und Vorrichtung, Abbau- und Versatzverfahren
Der Abbau erfolgte im Kammerbau-Verfahren. Bedingt durch die Lagerungsverhältnisse wurde das gewonnene Salz über Bremsberge zur Hauptfördersohle transportiert. Die Abbauparameter sind in den beiden Abbaufeldern Orlas und Nebra gleich. Über Abbauhöhen liegt nur ein Hinweis vor. Demnach standen die nicht versetzten Abbaue in Vertriebshöhe von 2,5 m. Über die Höhe der versetzten Abbaue liegen keine Angaben vor.
Die Lagerstätte wurde mit Auffahrung der 467-m-Sohle erschlossen. Das Hartsalz wurde im streichenden Firstenbau zu beiden Seiten der einfallend gefahrenen Strecken gewonnen. Die Kammerbreite bei Hartsalz betrug 15 m, die Pfeilerstärke betrug 7,5 m. Der Abbau erfolgte in den Jahren 1914 bis 1917.
Carnallitit wurde zunächst in 15 m breiten Kammern abgebaut, die Pfeilerstärke betrug hier 10,0 m. Ab 1918 wurden Kammerbreite und Pfeilerstärke einheitlich mit 10 m festgelegt.
Im Ostfeld der Schachtanlage Orlas wurden mehrere Horizontalbohrungen zur Erkundung der Lagerstätte getrieben.
Der Versatz:
Wie den vorhandenen Grundrissen der Gruben Orlas-Nebra zu entnehmen ist, wurden ca. 50 % der aufgefahrenen Abbaukammern wieder versetzt. Aus den Unterlagen im Archiv Staßfurt geht hervor, dass Spülversatz in Verbindung mit Pfeilerrückbau geplant war. Als Versatzmaterial war zunächst die Bergehalde und später milde sandige Schichten des Buntsandsteins vorgesehen. Mit Sicherheit kann angenommen werden, dass nur die Teufhalde und eventuell Steinsalz aus Streckenauffahrungen als Versatzmaterial benutzt wurden. Über die angewandte Versatztechnologie liegen keine Hinweise vor. Damit können auch keine Aussagen über die Dichte des Versatzeinbringens gemacht werden. Über die insgesamt geschaffenen Hohlräume sind einem „Gutachten über Hydraulischen Versatz“ vom 27. August 1926 folgende Angaben zu entnehmen:
Im Carnallit: Abbaue 39.716 m3, Strecken 46.757 m3.
Im Hartsalz: Abbaue 70.965 m3, Strecken 66.600 m3.
Im Steinsalz: Strecken 7.946 m3.
Im Anhydrit: Strecken 1.120 m3.
Insgesamt: Abbaue 110.681 m3. Strecken 122.423 m3.
Wie aus einem Schreiben an das preußische Oberbergamt hervorgeht, betragen die Hohlräume der nicht versetzten und verstreut liegenden Abbauörter im Feld Orlas 44.000 m3 und im Feld Nebra 5.000 m3, zusammen also 49.000 m3.
Aus den o. g. Zahlen ergibt sich, dass nur ca. 62.000 m3 des Abbauhohlraumes versetzt wurden und ca. 171.000 m3 Hohlraum an Strecken und Abbauen unversetzt blieben.

### Besondere Vorkommnisse
In der Schachtanlage Orlas-Nebra sind Gasaustritte aus dem Hauptanhydrit, dem Grauen Salzton und dem Kalilager belegt.
Beim Teufen des Nebra-Schachtes erfolgten 1912 im Hauptanhydrit in Verbindung mit einem Salzlösungseinbruch starke Austritte brennbarer Gase, deren Menge sich im Laufe der Zeit verringerten.
Sie hatten folgende Zusammensetzung: Methan 28 %, schwere Kohlenwasserstoffe 8 % und Stickstoff 64 %.
Beim Teufen des Orlas-Schachtes erfolgten im Grauen Salzton mehrere Gasausbrüche unterschiedlicher Stärke. Einer davon ereignete sich in Verbindung mit einem Lösungszutritt und hielt mehrere Monate an. Beim Auffahren der Grubenbaue traten Gase fast ausschließlich im hangenden Teil der Lagerstätte und in der Nähe der Hartsalz-Carnallititgrenze auf.
Besonders heftige Gasaustritte erfolgten beim Vortrieb des Querschlages vom Orlas-Schacht im Bereich des Grauen Salztons.

### Die fabrikatorische Verarbeitung der Rohsalze
Die geförderten Salze wurden über Tage gemahlen und anschließend zur weiteren Verarbeitung zu Düngesalzen in die Kalifabrik nach Roßleben transportiert. Bis zur Einstellung der Förderung wurden etwa 53.000 t K2O abgesetzt.

## Die Stilllegung des Kaliwerkes
1921 wurden die Schachtanlagen stillgelegt. 1927 wurde die Schachtröhre Nebra bis zur Teufe von 293 m mit Steinsalz und Letten der Abteufhalde (zusammen ca. 5.000 m3) verfüllt und abgedeckelt. Im Orlasschacht führten Anlotungen des Schachtgrundes zu der Annahme, dass größere Verbrüche der Schachtausmauerung eingetreten sein müssten. Nach 1921 wurde auch der Schacht Orlas teilweise verfüllt und mit einer Abdeckelung versehen.

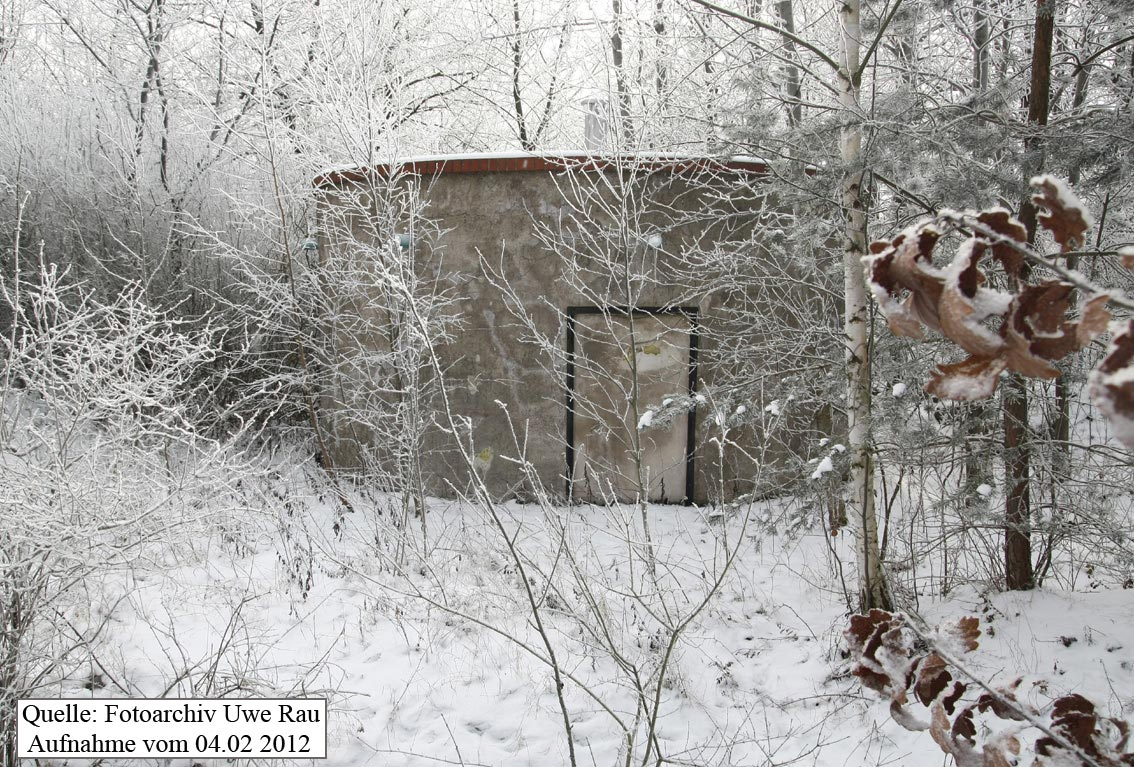
Ansicht der Schachtabdeckelung des Alt-Kalischachtes Orlas im Februar 2012

Diese Ausführung einer Schachtabdeckelung (vergl. Abbildung oben rechts: Schachtverschluss System „Orlass“) hatte sich allgemein zur Sicherung stillgelegter Schachtröhren des Kalibergbaus durchgesetzt. Am 2. August 1945 und am 21. Juli 1949 wurde die Abdeckelung des Orlas-Schachtes durch Explosionen von Grubengas zerstört. Ausgelöst wurden diese Explosionen infolge Hineinwerfens von brennenden Zigarettenresten durch das Lotrohr. Die Schachtabdeckelung wurde danach wieder neu aufgebaut. Einem Schreiben der Salzdetfurth AG an Professor Hans Stille vom 17. April 1939 ist zu entnehmen, dass in Schacht Nebra ca. 4.500 m3 Steinsalz und 500 m3 Letten der Abteufhalde verstürzt wurden und die Traufwässer im Orlas-Schacht 4 – 5 l/min betrugen.
Bei Untersuchungsarbeiten im Jahre 1978 wurden beide Schachtröhren lufterfüllt angetroffen. Der im Schacht Orlas angelotete Grund lag in Höhe −126,16 m NN, der im Schacht Nebra bei −120,34 m NN. Zudem wurden Bodenproben aus den angeloteten Bereichen (Schacht Orlas in 529,4 m, Schacht Nebra in 490,4 m Teufe) entnommen. Während die durch Traufwässer durchfeuchtete Bodenprobe aus Schacht Orlas als sog. Auffüllung zu bezeichnen war, deutete die Probenzusammensetzung aus Schacht Nebra auf Einsturzgebirge infolge Schachtmauerungsdefekte hin. Bei Stilllegung der Schachtröhren wurden in diesen Traufwasserzuflüsse von insgesamt 7 l/min registriert. Bei etwa 171.000 m3 Gesamthohlraumvolumen beider miteinander durchschlägig verbundenen Grubenfelder hätten, wenn keine Abflüsse vorhanden gewesen wären, die Grubenbaue nach ca. 46,5 Jahren ersoffen gewesen sein müssen. Derartige Traufwasserzuflüsse nehmen erfahrungsgemäß in ihrer Schüttung eher zu als ab, zumal die Wasserergiebigkeit der Rogensteinzonen hier sehr stark war. Es wurde seinerzeit daher angenommen, dass die Grubenbaue bis zur Höhe des als klüftig angetroffenen Hauptanhydrits ersoffen seien. Die zusitzenden Wässer sind ergo mehr oder weniger ungesättigt vom Hauptanhydrit, ggf. auch vom Grauen Salzton aufgenommen worden.

## Heutiger Zustand
Die Anlagen gehörten von 1917 bis 1945 zum Salzdetfurth-Westeregeln-Konzern. Nach 1945 wurden sie „Eigentum des Volkes“. Ab 1. Januar 1953 sind sie in die Rechtsträgerschaft des VEB Kaliwerk „Heinrich Rau“ übergegangen.
Seit Erlass der Verwahrungsanordnung der DDR vom 10. Oktober 1971 (DDR-GBl. II Nr. 73) wurde der Rat des Bezirkes Halle für eine Vielzahl von Alt-Kalischächten, sog. „Grubenbaue alten Bergbaus ohne Rechtsnachfolger“, zuständig. Mit dem Beitritt der DDR zum Geltungsbereich des Grundgesetzes galten diese stillgelegten Bergwerke Orlas und Nebra auch als „stillgelegte Anlage eines bergbaulichen Gewinnungsbetriebes, für den ein Rechtsnachfolger nicht vorhanden oder nicht mehr feststellbar ist“. Anstelle der Räte der Bezirke traten die jeweiligen Landesregierungen bis zum Erlass entsprechender ordnungsbehördlicher Vorschriften (für das Land Sachsen-Anhalt: Gesetz über die öffentliche Sicherheit und Ordnung des Landes Sachsen-Anhalt (SOG LSA) in der Fassung der Bekanntmachung vom 23. September 2003 (GVBl. LSA S. 214), zuletzt geändert am 18. Mai 2010 (GVBl. LSA S. 340)) ein. Somit stehen bis dato auch diese Schachtanlagen ordnungsrechtlich bzgl. der Fürsorgepflicht zwecks Gefahrenabwehr in der Zuständigkeit der Gemeinde.
Zur Gewährleistung der öffentlichen Sicherheit sind die Schachtröhren inzwischen verwahrt und durch eine Abdeckelung gesichert (siehe obige Fotos). Die Schachtabsicherungen sind mittels Maschendrahtzaun vor unbefugtem Betreten gesichert.